# Розпша (станция)
Розпша (пол. Rozprza) — пассажирская и грузовая железнодорожная станция в селе Розпша в гмине Розпша, в Лодзинском воеводстве Польши. Имеет 2 платформы и 3 пути. 
В 1850 году в отчёте по эксплуатации Варшавско-Венской жд данный пункт указывается как "пристанище". С 1872 по 1903 год в железнодорожной литературе значится как полустанция, с 1903 по 1914 год как остановочный пункт (платформа).
В 1872 году указывается что на полустанции Розпша построено станционное здание и устроена платформа из гравия, и с этого же года производится приём и высадка пассажиров с багажом в местном сообщении, приём и выдача грузов с оплатой до соседних станций.
С 16 февраля 1910 года остановочный пункт Розпша открывается для производства необязательных операций по приёму и выдаче попудных и повагонных отправок большой и малой скорости в прямом и местном сообщении.
24 марта 1914 года согласно с заключением Совета по железнодорожным делам, остановочному пункту Розпша присвоен статус тарифной станции.